# 布赖恩·福勒 (自行车运动员)
布赖恩·福勒（英語：Brian Fowler，1962年9月13日—），新西兰男子自行车运动员。他曾代表新西兰参加1982年、1986年、1990年和1994年英联邦运动会自行车比赛，获得一枚金牌、四枚银牌和一枚铜牌。